# 다나카 겐지 (축구 선수)
다나카 겐지(일본어: 田中 賢治, 1983년 12월 13일 ~ )는 일본의 전 축구 선수이다.

## 구단 경력
과거 오미야 아르디자, 사간 도스, FC 간주 이와테, FC 마치다 젤비아, 츠바이겐 가나자와, AC 나가노 파르세이루, FC 류큐에서 활동하였다.